# Roland Händle
Roland Händle (* 11. Oktober 1967 in Marburg) ist ein ehemaliger deutscher Leichtgewichts-Ruderer. Bei den Weltmeisterschaften 1997 gewann er eine Bronzemedaille.

## Sportliche Karriere
Der 1,80 m große Roland Händle begann beim Ruderclub Karlstadt und wechselte dann zum Würzburger Ruderverein. 1992 belegte er bei den Weltmeisterschaften in Montreal den sechsten Platz mit dem Leichtgewichts-Vierer ohne Steuermann. Im Jahr darauf war er bei den Weltmeisterschaften 1993 Vierter mit dem Leichtgewichts-Achter. Bei den Weltmeisterschaften 1994 und 1995 belegte er zusammen mit Christian Dahlke jeweils den vierten Platz im Leichtgewichts-Zweier ohne Steuermann.
1997 kehrte Händle in den Leichtgewichts-Vierer zurück. Zusammen mit Marcus Mielke, Jan Herzog und Martin Weis erkämpfte er bei den Weltmeisterschaften die Bronzemedaille hinter den Dänen und den Franzosen. 1998 in Köln belegte der deutsche Vierer den 13. Platz, bei den Weltmeisterschaften 1999 ruderte die deutsche Crew auf den 12. Platz. Bei den Olympischen Spielen 2000 in Sydney trat der deutsche Vierer im Vorlauf mit Roland Händle, Marcus Mielke, Thorsten Schmidt und Martin Weis an und belegte den dritten Platz. Mit Björn Spaeter für Martin Weis belegte der Vierer den letzten Platz im Halbfinale und im B-Finale.
Roland Händle gewann acht deutsche Meistertitel:
- Leichtgewichts-Zweier: 1994 mit Christian Dahlke und 1999 mit Martin Weis[3]
- Leichtgewichts-Vierer:
  - 1997 Roland Händle, Marcus Mielke, Jan Herzog, Martin Weis
  - 1998 Roland Händle, Björn Spaeter, Jörn Hirsemann, Bernhard Stomporowski
  - 1999 Roland Händle, Matthias Kleinz, Christian Schneider, Martin Weis
  - 2000 Roland Händle, Marcus Mielke, Thorsten Schmidt, Martin Weis[4]
- Leichtgewichts-Achter: 1993 und 1997[5]

Zum Zeitpunkt seiner Olympiateilnahme war Roland Händle bereits Gymnasial-Lehrer. Rolands Bruder Christian Händle nahm ebenfalls im Rudern an Olympischen Spielen teil.